# Ward van Zeijl
Ward van Zeijl (27 de enero de 1992) es un deportista neerlandés que compite en remo.
Ganó una medalla de bronce en el Campeonato Mundial de Remo de 2019 y tres medallas en el Campeonato Europeo de Remo entre los años 2018 y 2021.

## Palmarés internacional
| Campeonato Mundial | Campeonato Mundial    | Campeonato Mundial | Campeonato Mundial  |
| Año                | Lugar                 | Medalla            | Prueba              |
| ------------------ | --------------------- | ------------------ | ------------------- |
| 2019               | Ottensheim (Austria)  | Medalla de bronce  | Cuatro scull ligero |
| Campeonato Europeo |                       |                    |                     |
| Año                | Lugar                 | Medalla            | Prueba              |
| 2018               | Glasgow (Reino Unido) | Medalla de bronce  | Cuatro scull ligero |
| 2019               | Lucerna (Suiza)       | Medalla de plata   | Cuatro scull ligero |
| 2021               | Varese (Italia)       | Medalla de bronce  | Cuatro scull ligero |